# Alluaudina mocquardi
Alluaudina mocquardi es una especie de serpiente aletinofidia de la familia Lamprophiidae.

## Distribución
Es una especie endémica de Madagascar.